# 자기여성애
자기여성애(自己女性愛, autogynephilia)란 자신이 여성의 몸을 가지는 것에 성적인 흥분을 느끼는 것을 가리킨다. 블랜차드의 성전환증 유형론을 비판한 찰스 알렌 모세르의 연구에 따르면 (태생) 여성도 자신이 여성화 되는 것에 흥분을 느끼는 자기여성애를 느낀다고 한다.

## 같이 보기
- 여장
- 트랜스여성
- 자기남성애